# Обмін посиланнями
Обмін посиланнями — спосіб збільшення рейтингу сайту в пошукових системах. У багатьох сучасних пошукових системах кількість посилань на сайт істотно впливає на його позицію в результатах пошуку. Текст посилань також впливає на позицію сайту в результатах пошуку за запитом, близькому до тексту посилання. Але також багато уваги приділяється якості вхідних посилань, часто одне посилання з якісного сайту важить більше, аніж безліч посилань з непопулярних сайтів.

## Методи обміну посиланнями

### Ручний обмін
Є найважчим, але і найбільш безпечним процесом. Як правило, проводиться пошук близьких за тематикою сайтів, яким пропонується обмінятися посиланнями.

### Автоматичний обмін
Система автоматичного обміну посиланнями (лінкатор) дозволяє значно спростити і прискорити роботу з обміну посиланнями з іншими сайтами. Сьогодні в інтернеті можна знайти дуже велику кількість подібних сервісів.

### Прямий обмін
Обмін посиланнями, в якому беруть участь два сайти, які посилаються один на одного. Прямий взаємний обмін фільтрується пошуковими системами і призводить до зниження ефективності подібного методу.

### Кільцевий обмін
Обмін посиланнями, в якому беруть участь три і більше сайтів. Перший сайт посилається на другий, другий на третього, третій або останній в ланцюжку на перший. Останнім часом так само легко розпізнається пошуковими системами і втрачає свою ефективність.

### Перехресний обмін
Обмін посиланнями, в якому беруть участь чотири і більше сайтів. Кожному учаснику належить більше одного сайту. Перший сайт посилається на другий, другий на третій, третій на четвертий, четвертий на перший. Перехресний обмін дозволяє істотно збільшити ефективність обміну. Технічна організація перехресного обміну складніша, ніж організація прямого обміну. Крім того, дозволяє виробляти нерівноцінний обмін посиланнями. Коли більш трастовий ресурс обмінюється посиланнями з менш трастовими, за принципом «одне посилання на декілька».

## Рекомендації
- сайт-донор має відповідати тематиці;
- анкор (текст) для кожного посилання бажано змінювати;
- посилання не повинно знаходитись далі третього рівня вкладеності;
- якщо позиції сайту не ростуть, треба перевірити, чи не закрито посилання від індексації.